# Rittergut Bennigsen

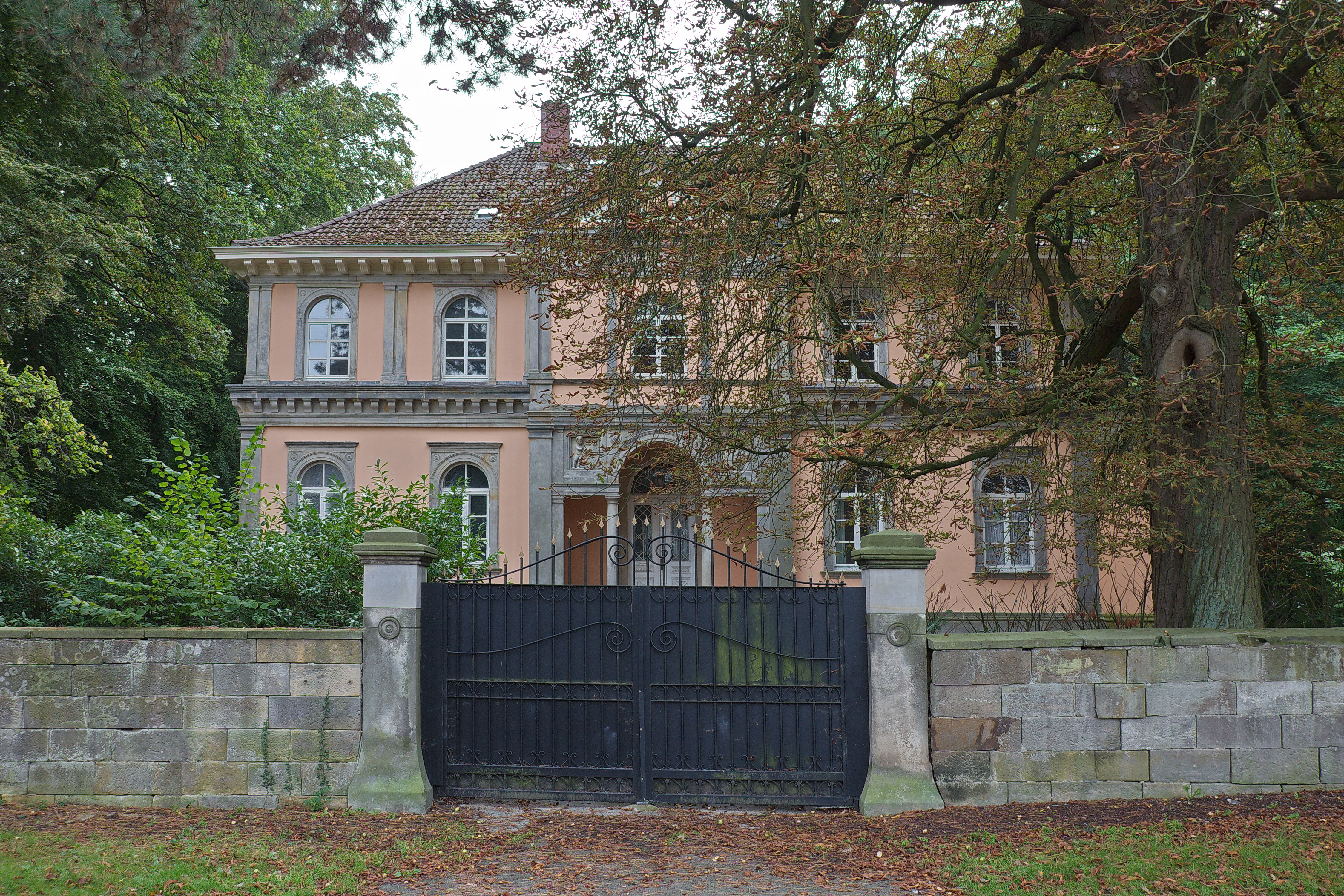
Gutshaus

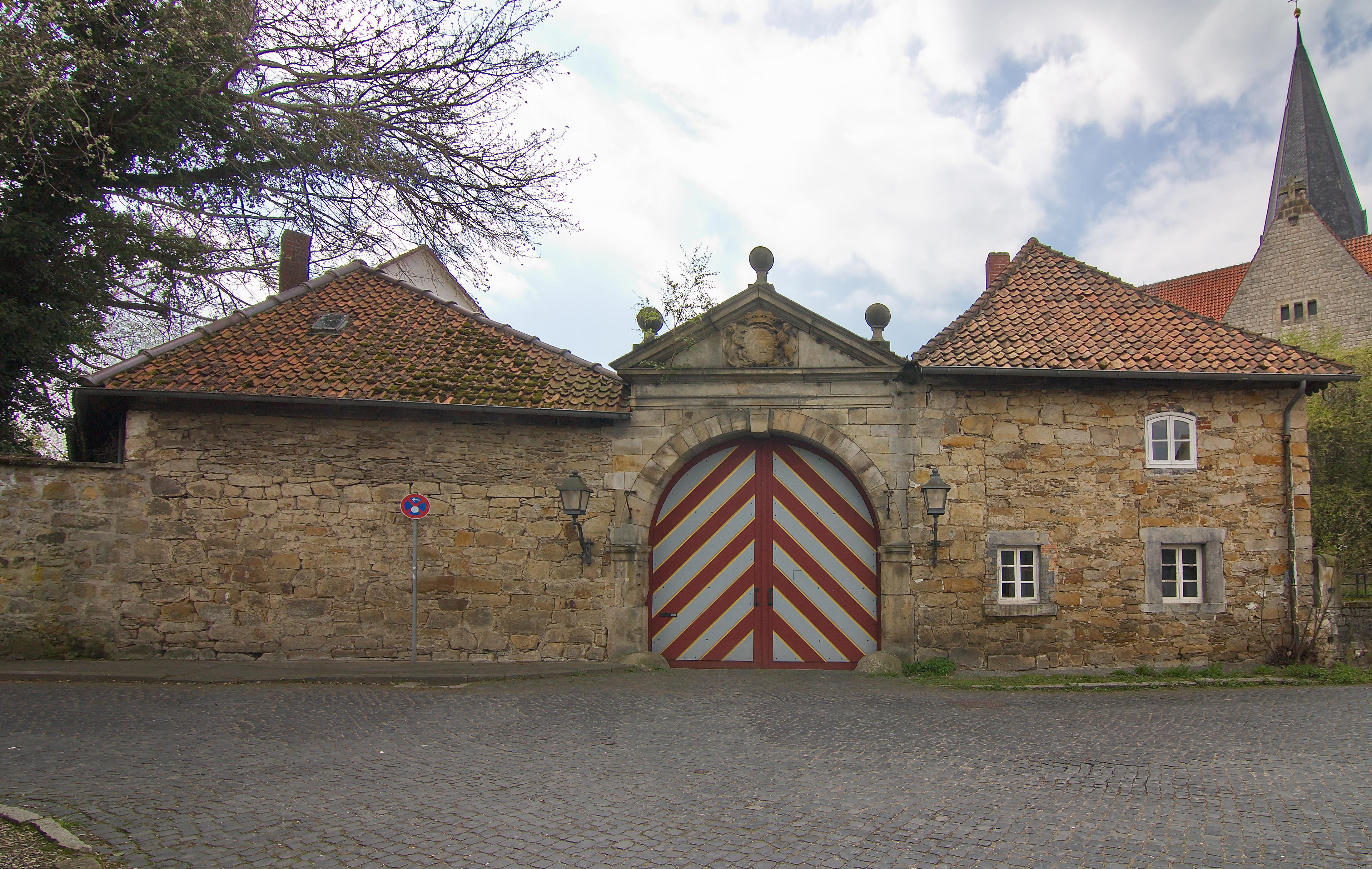
Portal zum Rittergut

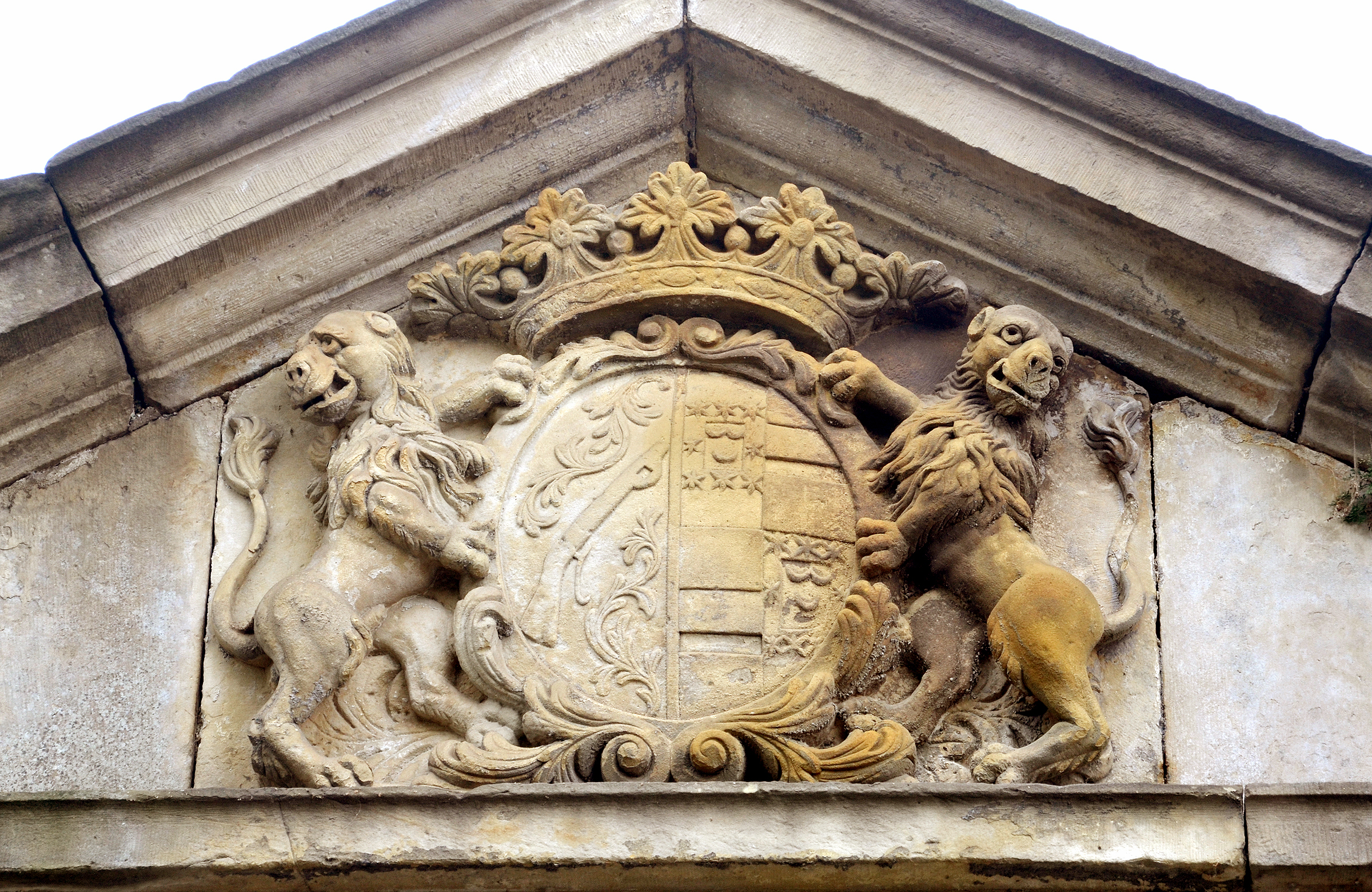
Wappen der Familie von Bennigsen über dem Portal zum Rittergut

Das Rittergut Bennigsen ist ein Rittergut in Bennigsen, das seit mehr als 700 Jahren Stammsitz des niedersächsischen Adelsgeschlechtes von Bennigsen ist.

## Geschichte
Ein Wasserschloss auf dem Gut wurde im Jahr 1311 errichtet und diente seitdem als Wohnsitz der Familie. Teile des Gutes wurden während der Hildesheimer Stiftsfehde zerstört, darunter das Herrenhaus, das dann 1566 wieder aufgebaut wurde als Fachwerkhaus mit reichem Schnitzwerk im Obergeschoss. Insbesondere unter Jacob Franz von Bennigsen (1654–1731) wurden bauliche Veränderungen vorgenommen, der stets auch landwirtschaftlich genutzte Besitz und die Gutsgebäude wurden jedoch bis ins 19. Jahrhundert hinein immer wieder vergrößert und verändert.
Zur Zeit des Königreichs Hannover erbaute der Hofbaumeister Georg Ludwig Friedrich Laves 1863 das so genannte „Neue Schloss“; die Villa diente Rudolf von Bennigsen als Ruhesitz im Alter. Von Bennigsen ließ auch den Park auf dem Gut anlegen; das rund 4,5 Hektar große Areal mit seinen seltenen Bäumen steht heute unter Naturschutz.
1990 übernahm Roderic von Bennigsen das Gut und wandelte den Besitz in eine Kulturstätte um. So baute er etwa einen kleineren Saal aus dem 17. Jahrhundert um sowie eine große Scheune aus dem 18. Jahrhundert zu einer Konzertstätte mit einer Bühne für große philharmonische Orchester. 1995 begründete der Cellist und Dirigent das Sommerfestival Rittergut Bennigsen, auf dem namhafte Künstler und international tätige Orchester auftraten. 2014 fand es zum siebzehnten Mal statt.